# Pihla Viitala
Pihla Viitala (née le 30 septembre 1982 à Helsinki) est une actrice finlandaise.

## Biographie
Pihla Viitala a étudié l'art dramatique à École supérieure de théâtre d'Helsinki.

## Filmographie

### Cinéma
- 2007 : Ganes
- 2008 : Jungle of Dreams
- 2008 : Tears of April
- 2008 : Käsky
- 2009 : Reykjavik Whale Watching Massacre
- 2009 : Toinen jalka haudasta
- 2009 : Playground
- 2010 : Bad Family : Tilda
- 2010 : Fallin Inside
- 2010 : The Hustlers
- 2011 : Elokuu
- 2011 : Red Sky
- 2011 : Elma et Liisa
- 2012 : En som deg
- 2013 : Hansel and Gretel: Witch Hunters : Mina
- 2015 : Latin Lover
- 2017 : Kaiken se kestää
- 2018 : Stupid Young Heart
- 2019 :  Maria's Paradise (en)

### Télévision
- 2006 : Q-Theatre: Variato Delectat
- 2007 : Sanaton sopimus
- 2008 : Lemmenleikit
- 2008 : Suojelijat
- 2009 : Ihmebantu
- 2009 : Älä ruoki lamaa
- 2012 : Hellfjord : Riina
- 2013 : Mob City  : Anya
- 2014-2016 : Mustat lesket
- 2018 : Arctic Circle
- 2018-2021 : Deadwind : Sofia Karppi
- 2020 : Cold Courage (en)
- 2021 : Arctic Circle, Saison 2

## Récompense
- 2010 : Shooting Stars Award